# Ring (bedrijf)
Ring LLC is een Amerikaans bedrijf dat apparatuur voor domotica produceert. Het bedrijf is opgericht in 2013 en het hoofdkantoor staat in Santa Monica. Ring werd in 2018 een dochterbedrijf van Amazon.com.

## Beschrijving

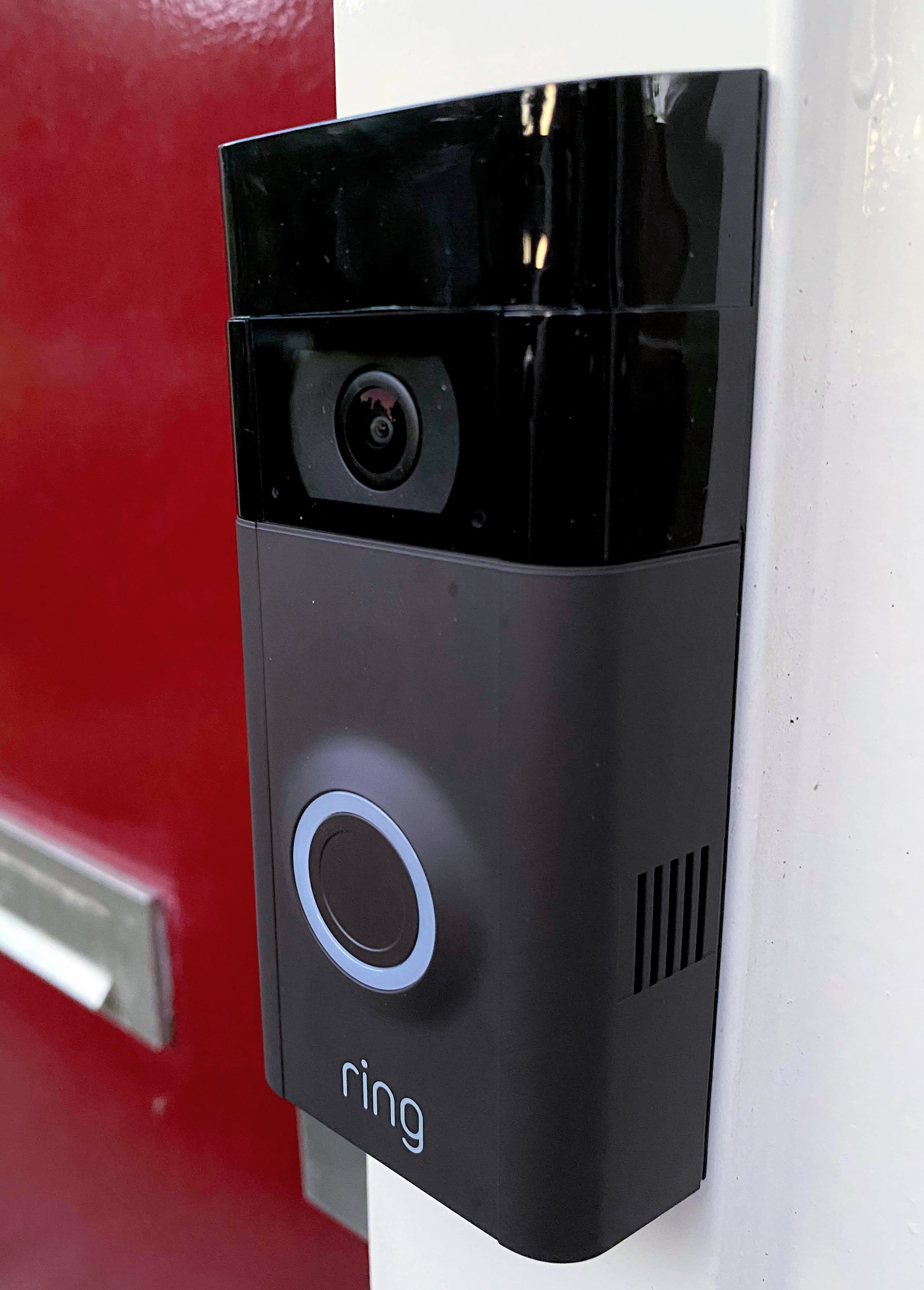
Ring Video 2-deurbel

Het bedrijf is opgericht op 15 november 2013 door Jamie Siminoff. Aanvankelijk startte Siminoff met een crowdfunding onder de naam Doorbot, en hernoemde het in 2014 naar Ring.
Het bedrijf werd in 2018 eigendom van Amazon.com voor een geschat bedrag tussen 1,2 en 1,8 miljard dollar.

## Producten
Ring ontwerpt en produceert slimme deurbellen, bewakingscamera's en alarmsystemen. De Ring Video Doorbell is het eerste en bestverkochte product van het bedrijf. Deze deurbel heeft een ingebouwde camera, microfoon en luidspreker, die is gekoppeld met een app, en kan worden gebruikt voor directe communicatie met iemand aan de deur, of als functie van beveiligingscamera met bewegingssensor.

## Problemen
Begin 2019 werd bekend dat medewerkers van Ring toegang hadden tot videobeelden van alle Ring-apparaten. Ook bleek dat de video's zonder encryptie waren opgeslagen. Eind 2019 wisten hackers zich toegang te verschaffen tot de deurbellen, en gebruikten de ingebouwde luidsprekers voor schuttingtaal. In 2022 werden videobeelden gedeeld op internet, nadat de politie voor nepmeldingen moest uitrukken.
Doordat de tweede generatie Ring-deurbellen een mogelijk brandgevaar bevatten, werden eind 2020 ruim 350.000 exemplaren in de Verenigde Staten en Canada teruggeroepen. Door het gebruik van te lange schroeven kan de batterij beschadigd raken en oververhitten.